# Переулок Критского
Переу́лок Кри́тского (бывший Мякушкин переулок, Николо-Надеинский (Никольский) переулок) — небольшой переулок в историческом центре города Ярославля, рядом с улицей Волкова.

## История
Первое известное название переулка — Мякушкин переулок. Спроектирован по регулярному плану 1778 года и проходил по бывшему двору купца Мякушкина. Со второй половины XIX века известен как Никольский или Николо-Надеинский переулок, названный по расположенной неподалёку церкви Николы Надеина. На картах начала XX века обозначался уже только как Николо-Надеинский. 
С начала XX века иногда встречается также неофициальное название Потерянный переулок, а расположенной рядом Никольской улицы — Потерянная улица. Объяснений этим разговорным названиям не найдено. В 1925 году были сделаны попытки переименовать переулок в Приволгский. В июне 1927 года, в ходе второй волны переименования ярославских улиц, Николо-Надеинский переулок был переименован в переулок Критского в честь П. А. Критского (1865—1922) — педагога, историка Ярославского края, похороненного у церкви Николы Надеина.

## Здания
В переулке числятся два жилых дома (№ 4 и 6).
На других улицах:
- Волжская набережная, 27 — Бывший дом Мякушкина[3], сейчас — здание Департамента образования мэрии города Ярославля.